# The Emerald Forest
The Emerald Forest (bra: A Floresta de Esmeraldas; prt: A Floresta Esmeralda) é um filme britânico de 1985, dos gêneros drama, ação e aventura, dirigido por John Boorman, com roteiro de Rospo Pallenberg.

## Elenco
- Powers Boothe
- Meg Foster
- Yara Vaneau
- William Rodriguez
- Estee Chandler
- Charley Boorman
- Dira Paes
- Eduardo Conde
- Ariel Coelho
- Peter Marinker
- Mario Borges
- Átila Iório
- Gabriel Archanjo
- Gracindo Júnior
- Arthur Muhlenberg
- Chico Terto
- Ruy Polanah
- Maria Helena Velasco
- Tetchie Agbayani
- Paulo Vinícius
- Aloísio Flores
- João Maurício Carvalho
- Isabel Bicudo
- Patrícia Prisco
- Silvana de Faria
- Cláudio Moreno
- Macsuara Kadiuéu

## Prêmios e indicações
| Prêmio     | Categoria                         | Recipiente                                                                 | Resultado |
| ---------- | --------------------------------- | -------------------------------------------------------------------------- | --------- |
| BAFTA 1986 | Melhor trilha sonora              | Junior Homrich, Brian Gascoigne                                            | Indicado  |
| BAFTA 1986 | Melhor cinematografia             | Philippe Rousselot                                                         | Indicado  |
| BAFTA 1986 | Melhor maquiagem e caracterização | Peter Frampton, Paul Engelen Anna Dryhurst, Luis Michelotti, Beth Presares | Indicado  |

## Sinopse
Baseado em fato, o filme conta a história de Tommy, o filho de um engenheiro norte-americano que trabalhava na construção de uma represa hidrelétrica em território amazônico. Quando as obras da hidrelétrica estão no início, Tommy é raptado por indígenas. O pai chega a correr pela floresta atrás do filho, mas não consegue ver seu filho nem os índios, que se autodenominavam "povo invisível".
O filme passa para um período de dez anos depois, quando o pai de Tommy, Bill Markham (interpretado por Powers Boothe) continua a procurá-lo pela Amazônia, visitando tribos que não tiveram contato frequente com o homem branco no interior da floresta.
A partir desta história entre pai e filho, o filme cria narrativas paralelas carregadas de dualismos, que acabam se cruzando em torno da vida do garoto raptado pelos indígenas e que foi aculturado pelos indígenas, e seu pai, o engenheiro norte-americano projetista de hidrelétricas que vive a procurá-lo com um fuzil entre "tribos perdidas" lendárias em uma Amazônia aparentemente idílica.
A história entre pai e do filho é permeada por temáticas indigenista e ambientalista, onde se misturam constantemente a contraposição de ideia como a consevação da floresta intacta, em contraposição ao desenvolvimento representado pela hidrelétrica, a defesa do modo de vida indígena mais tradicional, em contraposição à aculturação e a urbanização, enfim,  ao choque entre o Primeiro mundo, representado pelo engenheiro norte-americano e o Terceiro Mundo, representado pela floresta supostamente intocada e cidade de Belém dos anos 1980, onde convivem com a miséria extrema. A barragem hidrelétrica fictícia evoca imagem de represas reais que foram construídas nos anos 1970 e 1980 na Amazônia central e oriental, como Balbina próxima a Manaus e Tucuruí no Pará. A tribo de Tommy é retratada como sendo composta por jovens índios bonitos e atléticos, que respeitam os poucos idosos (o pajé e sua esposa), são amantes da natureza e preservam tradições muito antigas, como o "ritual de passagem" para a vida adulta pelo qual Tommy passa.
Bill, o engenheiro pai de Tommy, encontra o filho em meio a uma guerra entre duas tribos, a do "povo invisível" e um grupo rival, o "povo feroz", de índios cruéis e canibais. Tommy (chamado de Tome pelos indígenas) chega a levar o pai ferido à sua aldeia onde este é curado em um ritual xamânico indígena. Bill tenta levá-lo de volta, mas ele já está adaptado à selva e à vida como índio e se recusa a ir com ele. Na tribo, Tommy havia sido adotado pelo chefe, que o trata como herdeiro.
Os "índios invisíveis" utilizam um pó a base de esmeraldas para supostamente adquirirem o poder da invisibilidade, mas estas pedras mágicas ficavam em um local distante, onde eles moraram antes, próximo à hidrelétrica. Tommy vai até lá procurar estas pedras e as troca pela índia por quem era apaixonado. O confronto dos "invisíveis" com seus rivais, o "povo feroz" é atribuído ao deslocamento destes grupos indígenas resultante da "chegada" de povos brancos, especificamente, devido à construção da hidrelétrica projetada pelo pai de Tommy. O "povo feroz" adquire armas e bebidas de contrabandistas, ataca a tribo do "povo invisível", sequestra suas mulheres e as vende a um prostíbulo. Para resgatá-las, Tommy vai à cidade pedir ajuda a seu pai, onde encontra outros indígenas "aculturados" vivendo em casas de palafita miseráveis. Os indígenas aculturados e o pai de Tommy decidem ajudar os índios "invisíveis" a recuperar suas mulheres e sua terra na luta contra o "povo feroz". Após a batalha final contra os "ferozes", o pai de Tommy diz que por causa da hidrelétrica que está quase ficando pronta, virão mais brancos e que eles nunca teriam paz. Os "índios invisíveis" fazem um ritual xamânico para invocar os sapos, que coacham muito, provocando muita chuva e a hidrelétrica é destruída.
A tônica do filme, que consegue prender a atenção do espectador com a trama e com as paisagens exuberantes da floresta amazônica, é o choque cultural entre o civilizado, que destrói a natureza e o indígena supostamente "selvagem", com seus mitos e tradições ancestrais e que, por isso, preserva a natureza, em um vídeo repleto de imagens de paisagens exuberantes da floresta amazônica.